# Principiile de la Madrid
     Teritorii din jurul Nagorno-Karabahului sub control azer
     Coridor care să lege Armenia și Nagorno-Karabah
     Regiunea autonomă Nagorno-Karabah
     Restul Azerbaidjanului

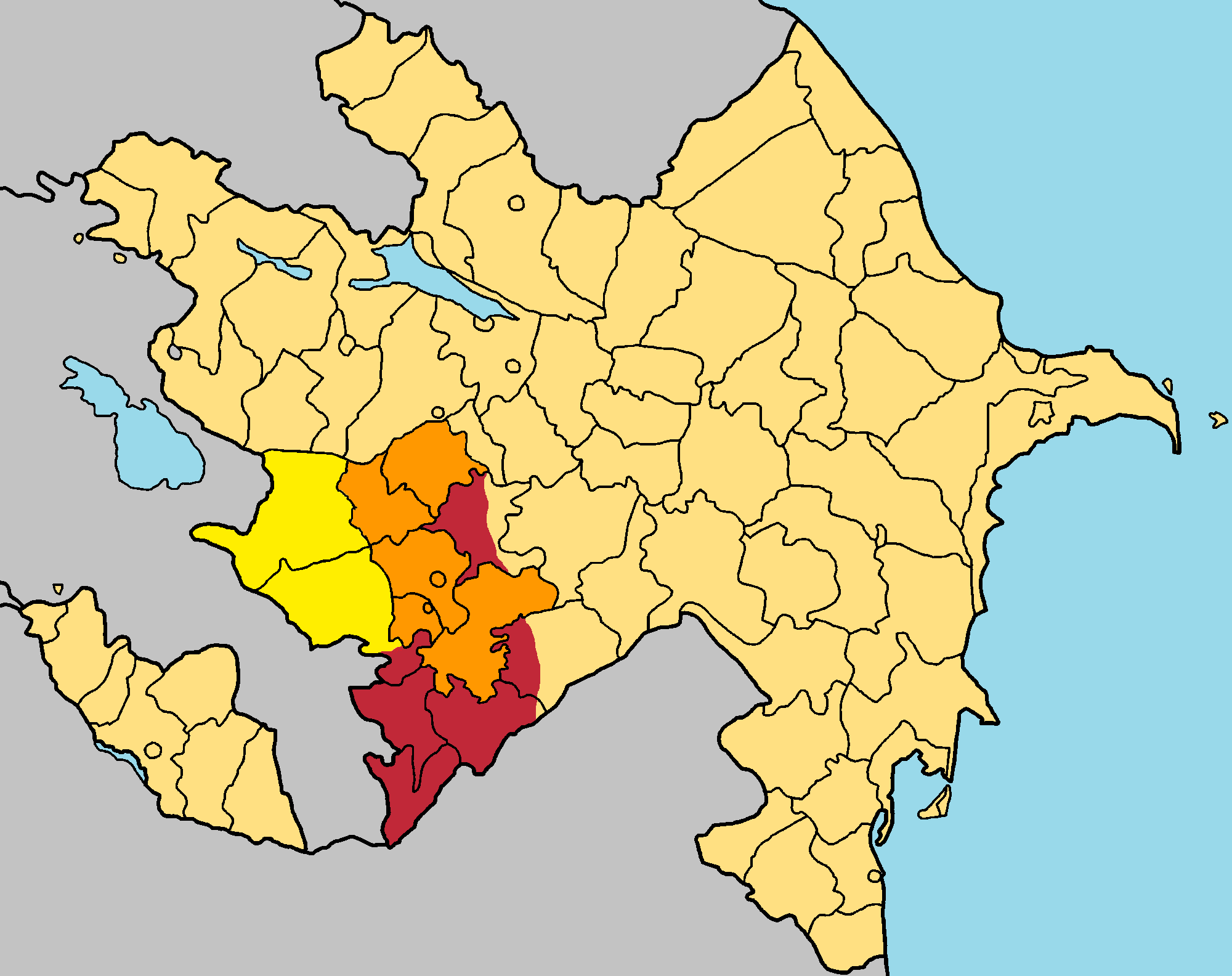
Harta propusă pentru tratatul de pace din Nagorno-Karabah conform principiilor de la Madrid:
Teritorii din jurul Nagorno-Karabahului sub control azer
Coridor care să lege Armenia și Nagorno-Karabah
Regiunea autonomă Nagorno-Karabah
Restul Azerbaidjanului

Principiile de la Madrid, actualizate ultima dată în 2009, sunt o serie de soluționări propuse pentru pacea în cadrul conflictului din Nagorno-Karabah, prezentate de Grupul OSCE de la Minsk. Începând cu 2020, Grupul OSCE Minsk este singurul organism agreat la nivel internațional care mediază negocierile pentru soluționarea pașnică a conflictului. Înalți oficiali armeni și azeri au fost de acord cu unele dintre principiile propuse, dar au făcut progrese minime sau neexistente către retragerea forțelor armene din teritoriile ocupate sau către modalitățile deciziei privind viitorul statut al Arțahului.

## Context
Războiul din Nagorno-Karabah s-a încheiat cu un acord de încetare a focului (Protocolul de la Bișkek) între părțile aflate în luptă, care a intrat în vigoare la 12 mai 1994. De la data încetării focului până în martie 2016, Azerbaidjanul și Armenia au raportat împreună 7.000 de încălcări ale protocolului; au fost raportate peste 100 de încălcări ale încetării focului și 12 soldați azeri au fost uciși doar în 2015. Ciocnirile din aprilie 2016 au constituit cea mai gravă încălcare a încetării focului din 1994 până la conflictul din Nagorno-Karabah din 2020, acesta din urmă constituind primul război la scară largă de la cel original de la începutul anilor '90.
A fost subliniat rolul dezumanizării recente din punct de vedere istoric în reluarea conflictului. Bătăliile majore legate de politica Rusiei Imperiale au început în 1905 și s-au înrăutățit în timpul prăbușirii Uniunii Sovietice; acestea au contribuit la rasializarea și la naționalismul acerb, determinând atât armenii, cât și azerii să se stereotipeze reciproc, modelând discursurile sociopolitice respective.

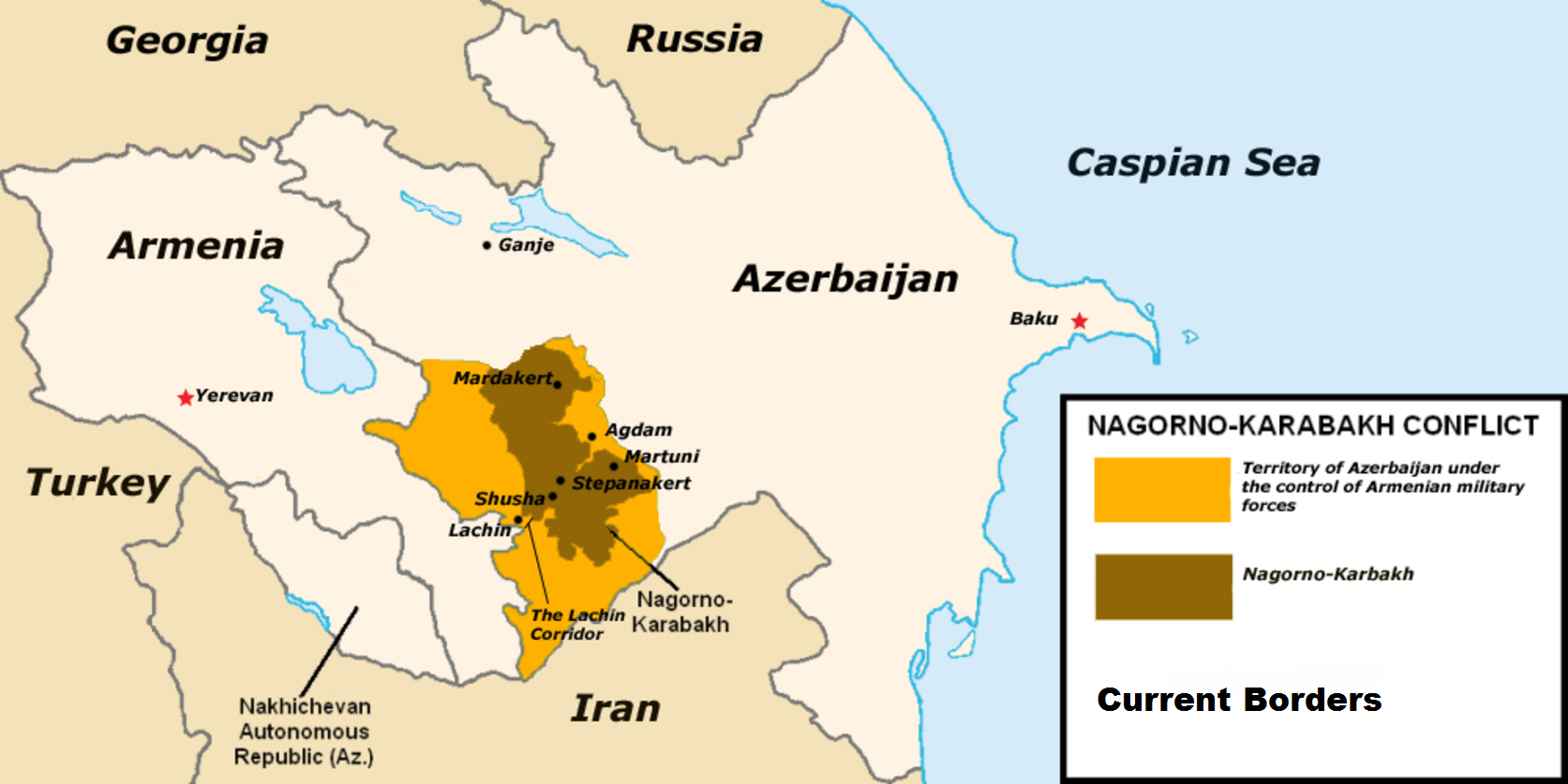
Situația din Nagorno-Karabah până la începerea conflictului din 2020.

În timpul și după Războiului din Nagorno-Karabah sentimentul anti-azer a crescut în Armenia, ducând la hărțuirea populației azere din regiune. La 16 ianuarie 2003, fostul președinte al Armeniei, Robert Kocharian, a declarat că azerii și armenii sunt „incompatibili din punct de vedere etnic” și că este imposibil ca populația armeană din Karabah să locuiască într-un stat azer. Vorbind pe 30 ianuarie în Strasburg, secretarul general al Consiliului European, Walter Schwimmer, a declarat că comentariul lui Kocharian echivalează cu ațâțarea de război. Potrivit unui sondaj de opinie din 2012, 63% dintre armeni percep Azerbaidjanul drept „cel mai mare dușman al Armeniei”.
Incitarea conflictelor împotriva armenilor și provocarea urii sunt printre principalele piedici ale creării condițiilor necesare pentru a grăbi procesul de pace al soluționării conflictului din Karabah, precum și pentru a stabili o atmosferă de încredere între oamenii din părțile aflate în conflict: Nagorno-Karabah, Azerbaidjan și Armenia. Problema rasismului și xenofobiei față de armenii din Azerbaidjan a fost abordată și confirmată într-o serie de documente adoptate de diferite organizații internaționale, inclusiv în observațiile finale ale Comitetului ONU pentru eliminarea discriminării rasiale (CERD/C/AZE/4 din data 14 aprilie 2005), precum și rapoartele Comisiei Europene împotriva Rasismului și Intoleranței (CERI) privind Azerbaidjanul de pe 28 iunie 2002, 15 decembrie 2006, 23 martie 2011 și 17 martie 2016, Comitetul consultativ al Consiliului European pentru Convenția-Cadru din avizul privind protecția minorităților naționale asupra Azerbaidjanului din 22 mai 2003 și 9 noiembrie 2007.

## Referință
1. ↑  „Armenian, Azerbaijani Presidents Agree On Preamble To 'Madrid Principles'”. ReliefWeb. Accesat în 29 noiembrie 2010.
2. ↑  „В марте армянские вооруженные подразделения нарушили режим прекращения огня 3746 раз” (în Russian). APA. 1 aprilie 2016. Arhivat din original la 4 aprilie 2016. Accesat în 6 aprilie 2016.
3. ↑  „Минобороны Азербайджана: новая война за Карабах неизбежна” (în Russian). NEWSru.com. 4 iunie 2011. Arhivat din original la 19 aprilie 2016. Accesat în 6 aprilie 2016.
4. ↑  „Nagorno-Karabakh Conflict Situation Report No. 1 (as of 03 Apr 2016)”. ReliefWeb. 3 aprilie 2016. Arhivat din original la 4 aprilie 2016. Accesat în 4 aprilie 2016.
5. ↑  Oskanian, Kevork. „Perspectives | Stereotypes and hatred drive the Nagorno-Karabakh conflict | Eurasianet”. eurasianet.org (în engleză). Accesat în 11 octombrie 2020.
6. ↑  Cornell, Svante (2010). Azerbaijan Since Independence. M.E. Sharpe. p. 48. ISBN 978-0765630032.
7. ↑  „Rferl.org: Nagorno-Karabakh: Timeline Of The Long Road To Peace”. Arhivat din original la 29 martie 2014. Accesat în 2 ianuarie 2020.
8. ↑  „Newsline”. Radio Free Europe/Radio Liberty. 3 februarie 2003. Arhivat din original la 6 octombrie 2014. Accesat în 31 ianuarie 2013.
9. ↑  „The South Caucasus Between The EU and the Eurasian Union” (PDF). Caucasus Analytical Digest #51-52. Forschungsstelle Osteuropa, Bremen and Center for Security Studies, Zürich. 17 iunie 2013. p. 21. ISSN 1867-9323. Arhivat din original (PDF) la 29 octombrie 2013. Accesat în 3 iulie 2013.
10. ↑  „Armenophobia as a clear demonstration of Xenophobia”. European Armenian Federation for Justice and Democracy. 6 martie 2019. Arhivat din original la 11 octombrie 2019 – via kurdishinstitute.be.
11. ↑  „Committee on the Elimination of Racial Discrimination examines the report of Armenia”. ohchr.org. 28 aprilie 2017. Arhivat din original la 7 octombrie 2017.